# بول كايتا
بول كايتا (بالفرنسية: Paul Keita)‏ (23 يونيو 1992 بداكار في السنغال - ) هو لاعب كرة قدم سنغالي في مركز الوسط. لعب مع باس جيانينا ونادي أتروميتوس والنادي الرياضي بكالوني.

## وصلات خارجية
- بول كايتا على موقع قاعدة بيانات كرة القدم.إي يو (الإنجليزية)
- بول كايتا على موقع Soccerway.com (الإنجليزية)